# Zámecký pivovar (Brandýs nad Labem)
Zámecký pivovar v Brandýse nad Labem stojí v ulici Na Celné pod brandýským zámkem na břehu Labe v bezprostřední blízkosti Podzámeckého mlýna. Od 3. května 1958 je kulturní památkou.

## Historie
Počátky zámeckého (někdy též císařského) pivovaru se historikům zatím nepodařilo přesně zjistit. Nejstarší zmínkou je zpráva o hospodaření na brandýském panství, ve které jsou zmiňovány příjmy z prodeje piva, a tudíž lze usuzovat, že v té době již pivovar fungoval. Dále se ve Státním okresním archivu Praha-východ dochovala stížnost brandýských měšťanů, ve které je další zmínka, datovaná rokem 1575. Justin Václav Prášek uvádí, že v roce 1574 prošla sladovna pivovaru nákladnou přestavbou.
Během třicetileté války byl objekt silně poškozen, což je mimo jiné zachyceno na vedutě od Matthäuse Meriana z roku 1640. Roku 1654 se začalo s opravami a pivo se začalo znovu vařit o rok později. V roce 1683 byl pod vedením Giovanniho Domenica Canivalleho vybudován nový pivovarský sklep, ležící pod zámeckou zahradou. Barokní přestavby, kterou vedl Kilián Ignác Dientzenhofer, se pivovar dočkal ve 30. letech 18. století.
V roce 1860 došlo k poslední přestavbě, jež určuje dnešní podobu v historizujícím stylu. Jediným narušujícím prvkem je věžový hvozd na sušení sladu, postavený roku 1920. Světlé pivo se v pivovaru vařilo do začátku 20. století.

## Galerie

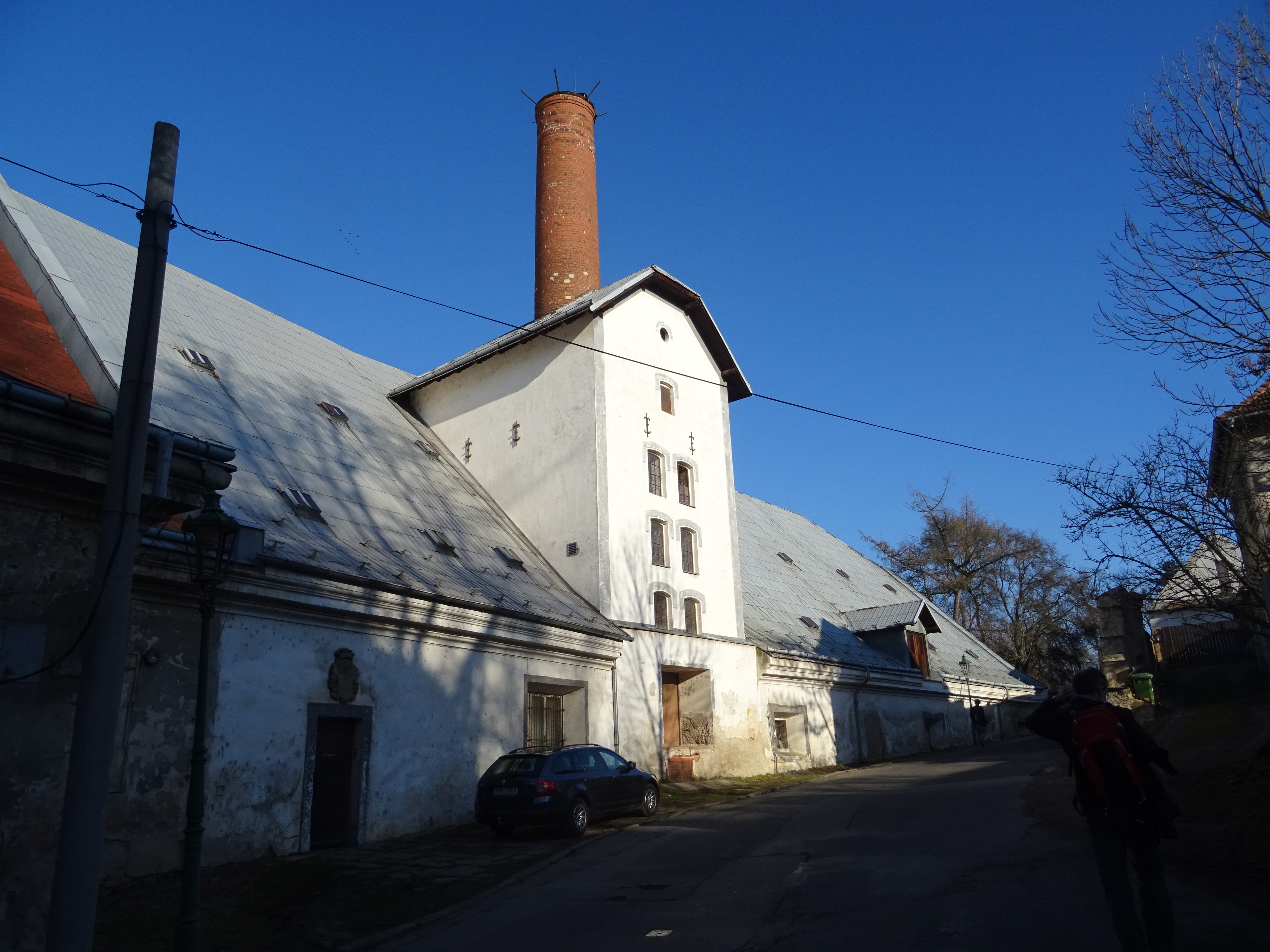
Věžový hvozd z roku 1920
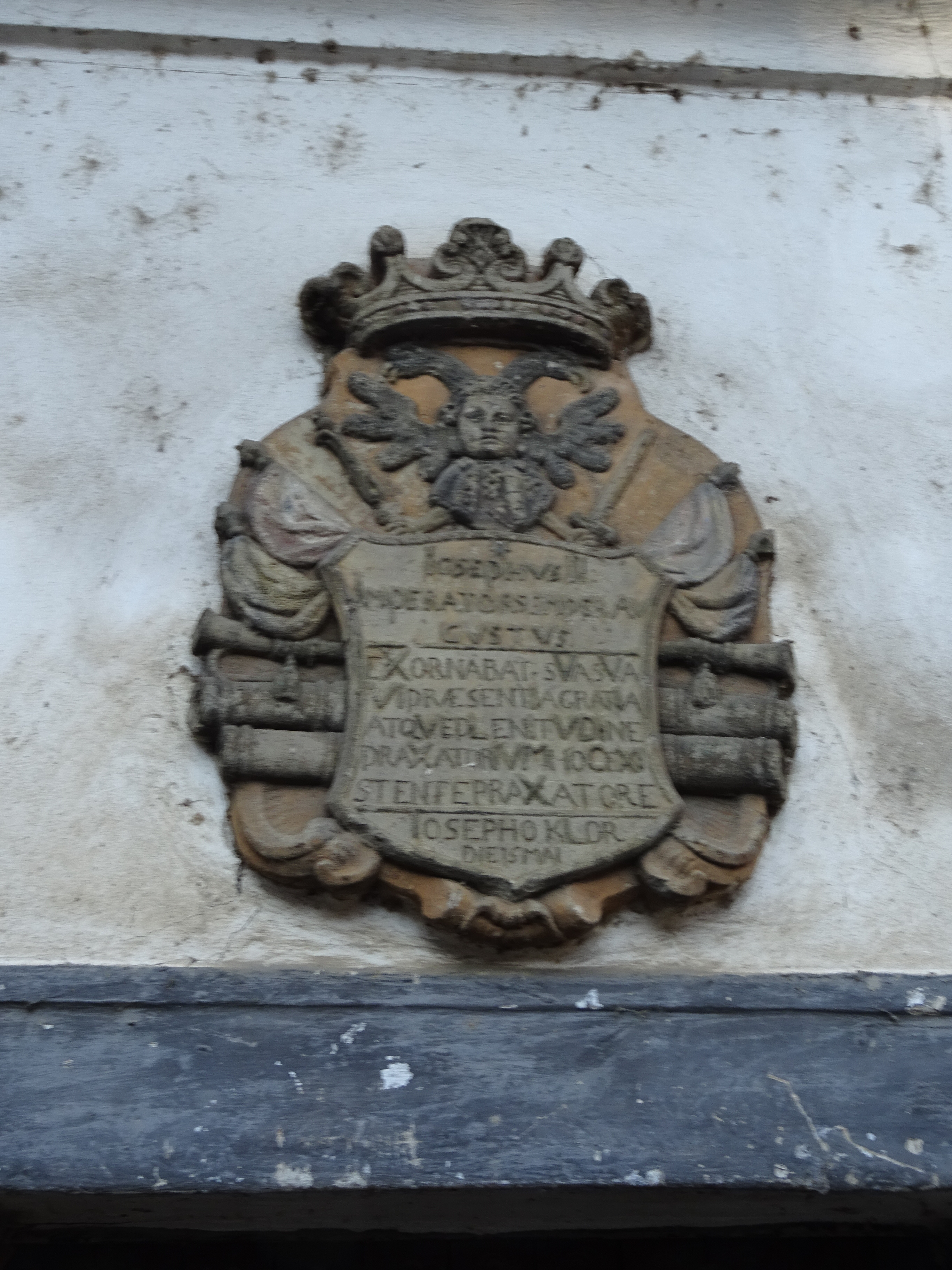
Reliéfní chronogram nad bočním vstupním portálem